# Romuald Hube

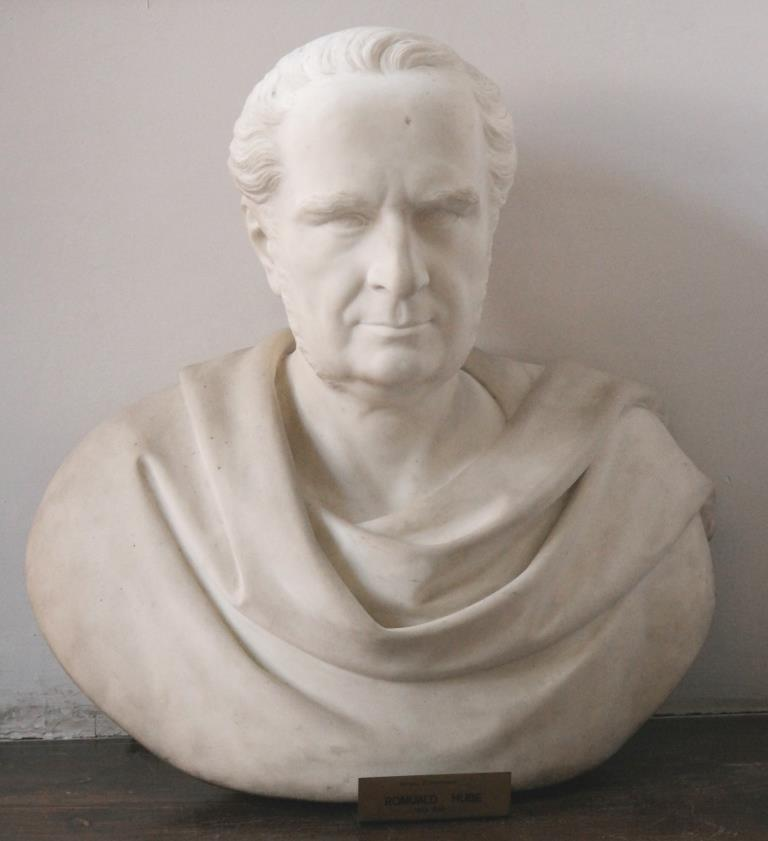
Büste von Romuald Hube im Collegium Maius in Breslau

Romuald Hube (* 1803 in Warschau; † September 1890 ebenda) war ein polnischer Rechtsgelehrter.
Romuald Hube studierte in Warschau, hörte dann noch in Berlin die Vorträge Savignys, Hegels, Steffens’, Böckhs, Ritters und wurde, 1825 in seine Vaterstadt zurückgekehrt, Lektor der allgemeinen Rechtsgeschichte, 1829 ordentlicher Professor des kanonischen und Kriminalrechts an der dortigen Universität, während sein Bruder Joseph Hube gleichzeitig den Lehrstuhl der Rechtsgeschichte übernahm.
Infolge der Ereignisse von 1831 verließ er die Universitätslaufbahn und wurde 1832 Staatsanwalt bei den Kriminalgerichten der Woiwodschaften Masowien und Kalisch. Aber schon im folgenden Jahr wurde er nach Sankt Petersburg als Mitglied der gesetzgebenden Kommission für Polen berufen, in der er den seitdem erschienenen Strafkodex und die Strafgerichtsordnung für Polen ausarbeitete.
Darauf zu gleichem Zweck in die gesetzgebende Kanzlei des Kaiserreichs berufen, wurde er zum Wirklichen Staatsrat ernannt, erhielt 1843 eine feste Anstellung in jener Magistratur und nahm seitdem an den wichtigsten Gesetzgebungen Russlands teil. Im Jahr 1846 begleitete er den Grafen Bludow nach Rom, und 1850 wurde er zum Geheimen Staatsrat und Senator des Kaiserreichs, 1857 zum Ehrenmitglied der Petersburger Akademie ernannt.
Hube gab die Fragmenta Ulpiani (Warschau 1826), die Institutiones Gaji (Warschau 1827), die Lex Salica (1867) heraus und schrieb eine gerühmte Abhandlung: De furtis doctrina ex jure romano historice et dogmatice explicata (das. 1828).
Von seinen polnischen Schriften sind zu nennen:
Ogólne zasady nauki prawa karnego (Prinzipien des Strafrechts, Warschau 1830) und Prawo polskie w wieku XIII. tym ("Polnisches Recht im 13. Jahrhundert", Warschau 1875).
Er war auch Hauptbegründer der juristischen Zeitschrift Themis polska und gab seines Bruders Joseph Geschichtliche Darstellung der Erbfolgerechte der Slawen (deutsch von Zupanski, Posen 1836) heraus.